# Mahrajganj (Azamgarh)
Mahrajganj è una suddivisione dell'India, classificata come nagar panchayat, di 6.861 abitanti, situata nel distretto di Azamgarh, nello stato federato dell'Uttar Pradesh.